# Transit Oost
De Stichting Transit Oost is opgericht op 29 april 2014 en is een samenwerking tussen Stichting Historisch Streekvervoer Achterhoek (HSA) opgericht op 3 december 2002 en gevestigd te Winterswijk en vereniging "Spoorweg interessegroep Het GOLS-station" actief sinds 1983 en eveneens gevestigd te Winterswijk. Men beschikt over een NS-dieseltreinstel (Plan X) en over vijf historische autobussen, een vrachtauto (Bedford TK), die vroeger in de Achterhoek hebben dienstgedaan bij de streekvervoermaatschappij GTW en een T Ford autobus uit 1923. De volgende bussen en vrachtauto bevinden zich in de collectie van Transit Oost:
- GTW T-Ford
- GTW AEC 292
- GTW Leyland 475
- GTW AEC 635
- GTW Bedford 853
- GSM DAF MB200 1363

Treinstel 186 (bouwjaar 1954), dat tot mei 2002 dienstdeed op de lijn Almelo – Mariënberg, werd na buitendienststelling eigendom van de HSA. Het stel werd weer teruggebracht in de gele NS-kleurstelling en is anno 2020 het enige rijvaardige DE2-treinstel.
Treinstel 186 is met 48 dienstjaren vooralsnog het treinstel dat het langst in de reguliere Nederlandse reizigersdienst is ingezet (1954-2002). Sinds 2016 is het treinstel na vele jaren openluchtstalling onderdak gebracht in de nieuwe museumloods.
Voort zijn aanwezig locomotor NS 270 en een gesloten goederenwagen. 

## Transit Oost
Op 29 april 2014 zijn Stichting Historisch Streekvervoer Achterhoek (HSA) en Museum het GOLS-station (Geldersch-Overijsselsche Lokaalspoorweg-Maatschappij) opgegaan in de stichting Transit Oost. Omstandigheden dwongen beide stichtingen naar een nieuwe locatie te zoeken. Museumwerkplaats Transit-Oost bevindt zich naast Station Winterswijk. Op 4 januari 2016 werd begonnen met de bouw van het museum. De opening was op 6 april 2018.

## Foto's

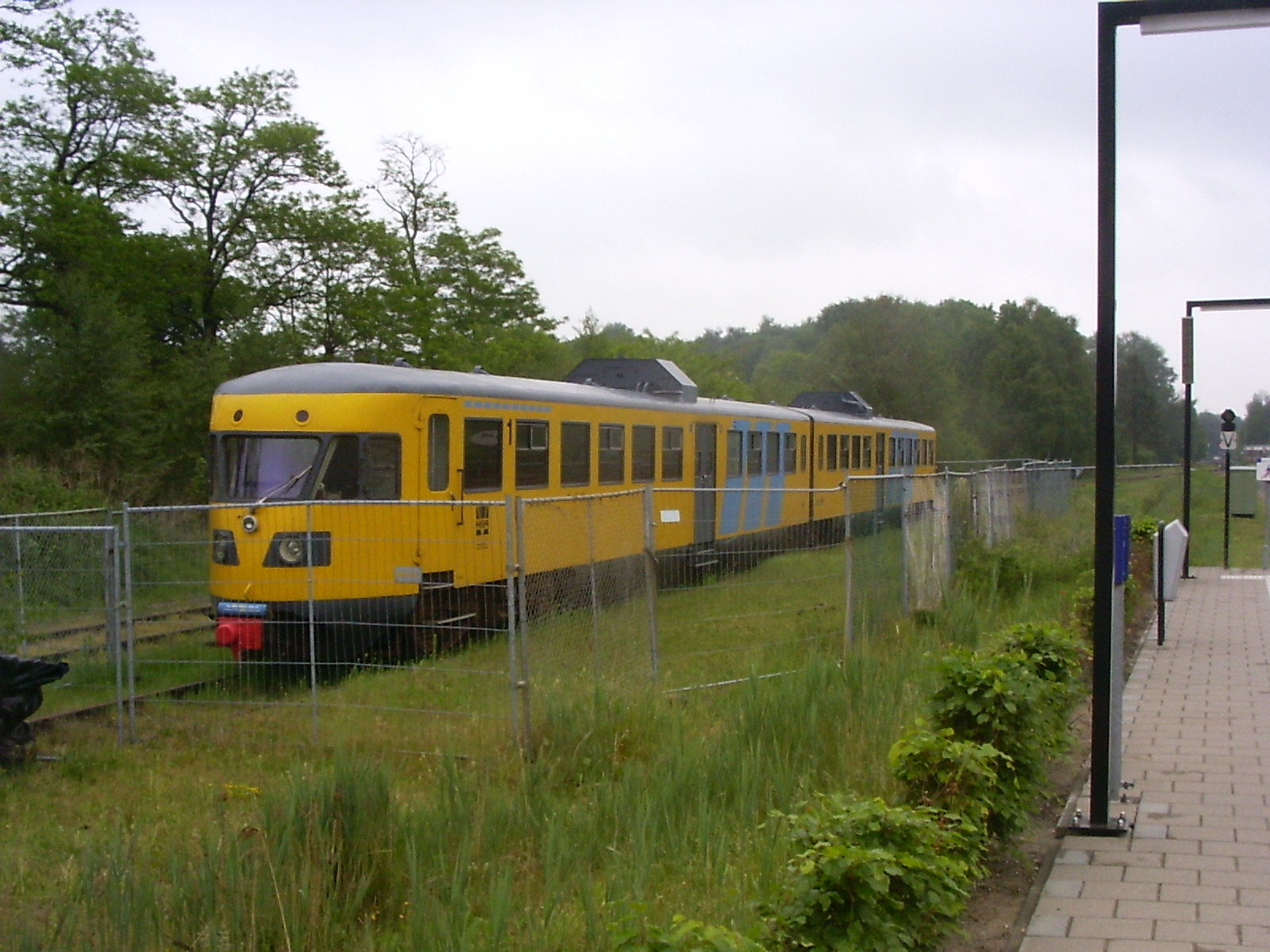
Treinstel 186 te Winterswijk
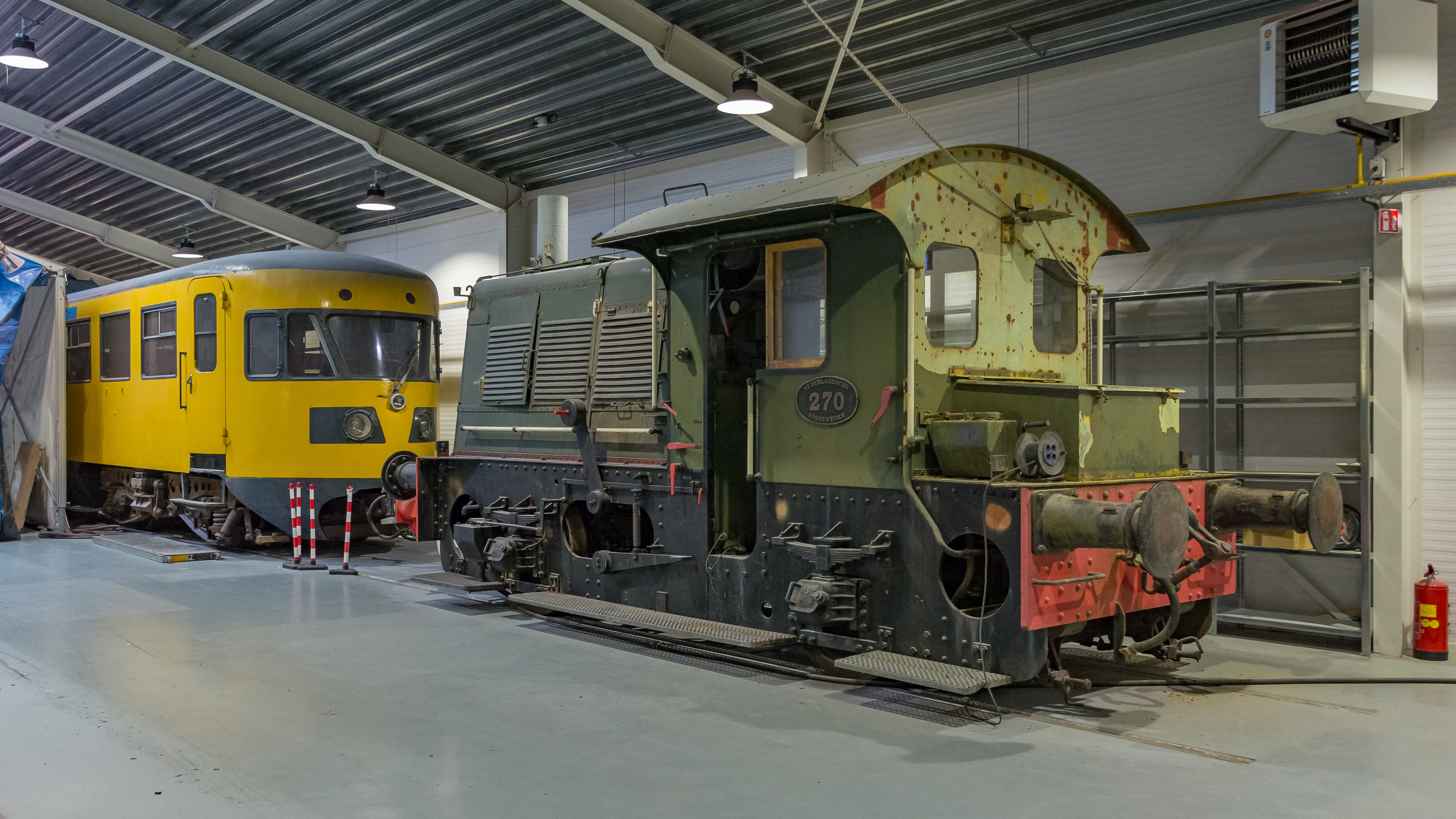
Interieur van de loods van Transit Oost met locomotor NS 270 en erachter treinstel NS 186; 20 juni 2017.
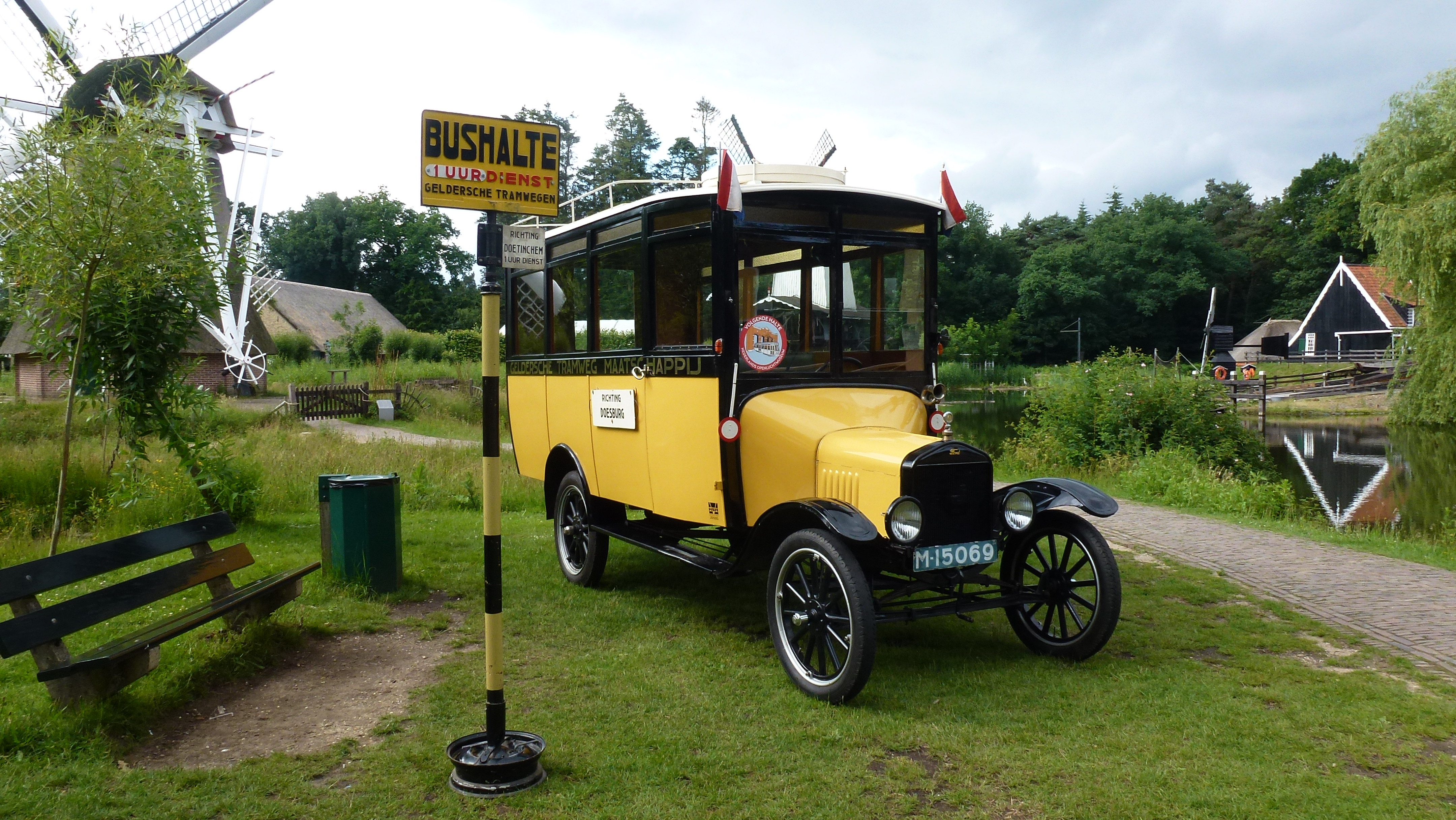
T Ford uit 1923 op bezoek in het Nederlands Openluchtmuseum; juni 2016
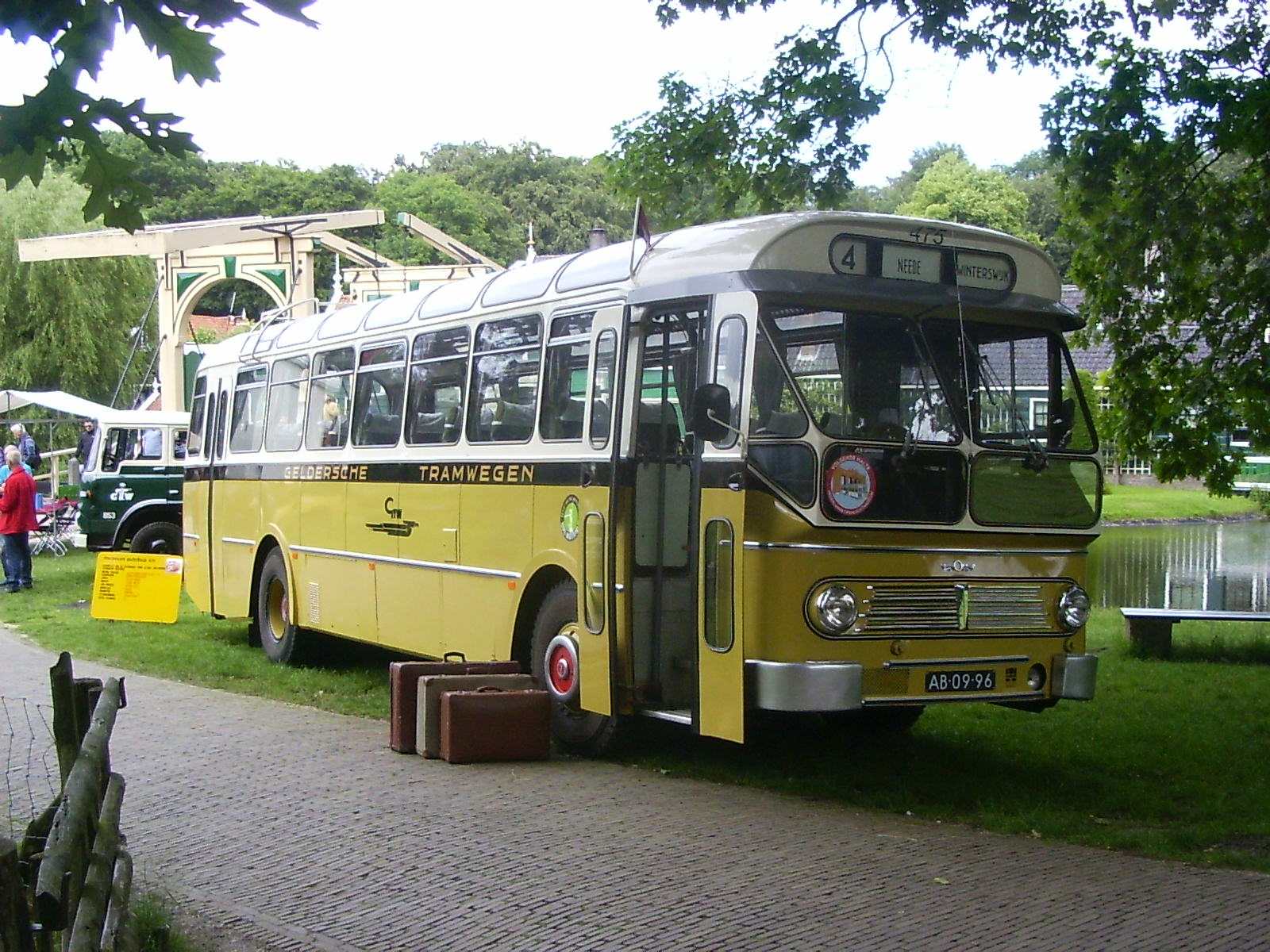
GTW-bus 475 op bezoek in het Nederlands Openluchtmuseum; juni 2016
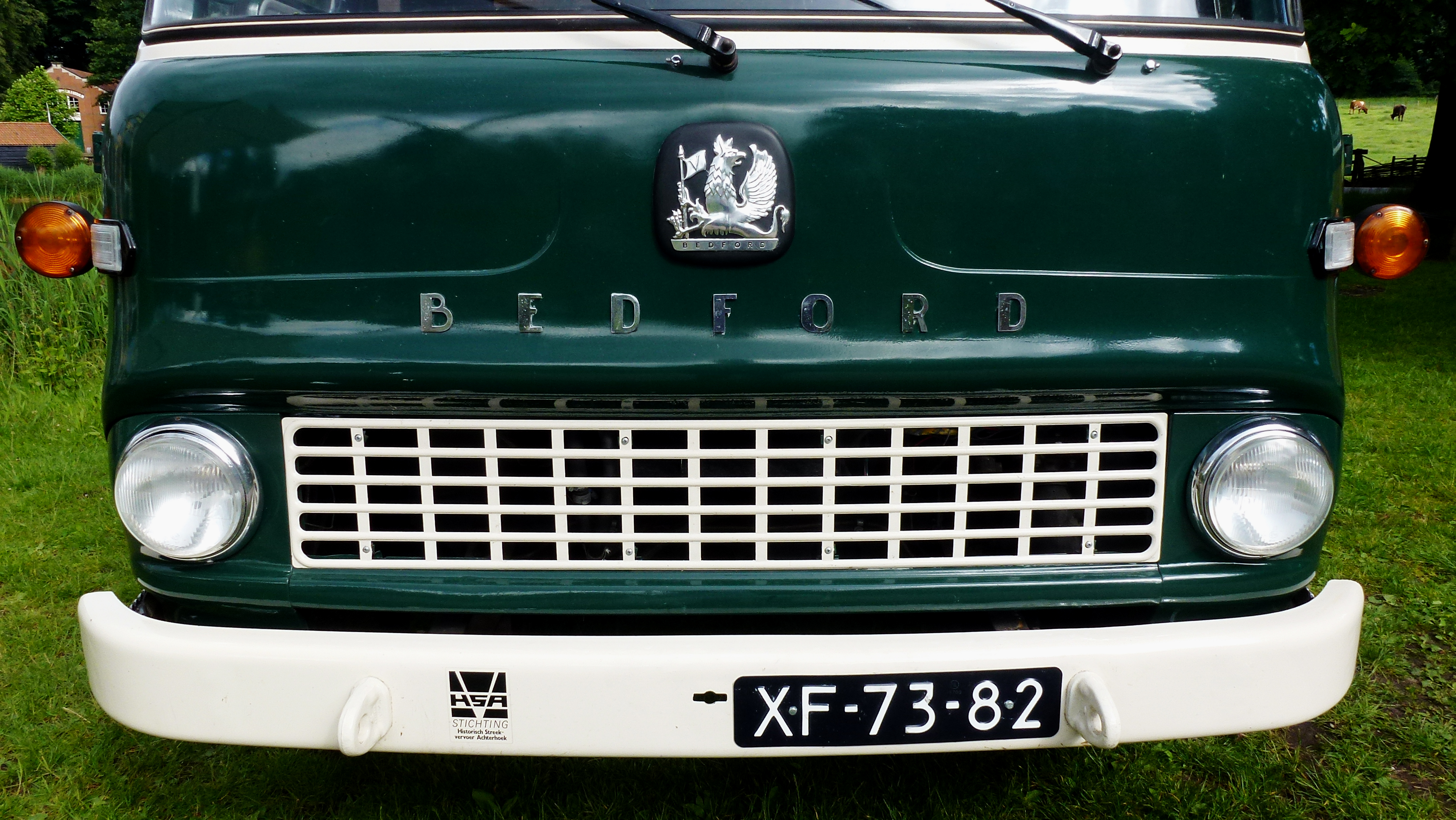
Bedford TK uit 1967